# Ronde van Spanje 2019/Tiende etappe
De tiende etappe van de Ronde van Spanje 2019 werd verreden op 3 september tussen Jurançon en Pau. Het was een tijdrit over een vlak parcours. Primož Roglič pakte veel tijd op de concurrentie en nam de leiding in het klassement over van Nairo Quintana.
| Jurançon – Pau (36,2 km) |                 |                       |         |
| Plaats                   | Naam            | Ploeg                 | Tijd    |
| 1                        | Primož Roglič   | Team Jumbo-Visma      | 47'05"  |
| 2                        | Patrick Bevin   | CCC Team              | + 25"   |
| 3                        | Rémi Cavagna    | Deceuninck–Quick-Step | + 27"   |
| 4                        | Lawson Craddock | EF Education First    | + 48"   |
| 5                        | Nélson Oliveira | Movistar Team         | + 1'02" |
| 6                        | Pierre Latour   | AG2R La Mondiale      | + 1'14" |
| 7                        | Thomas De Gendt | Lotto Soudal          | + 1'21" |
| 8                        | Marc Soler      | Movistar Team         | + 1'22" |
| 9                        | Dylan Teuns     | Bahrain-Merida        | + 1'27" |
| 10                       | Daniel Martínez | EF Education First    | + 1'28" |
|                          |                 |                       |         |
| 22                       | Wilco Kelderman | Team Sunweb           | + 2'38" |

| Algemeen klassement |                    |                   |           |
| Plaats              | Naam               | Ploeg             | Tijd      |
| Rode trui           | Primož Roglič      | Team Jumbo-Visma  | 36u05'29" |
| 2                   | Alejandro Valverde | Movistar Team     | + 1'52"   |
| 3                   | Miguel Ángel López | Astana Pro Team   | + 2'11"   |
| 4                   | Nairo Quintana     | Movistar Team     | + 3'00"   |
| 5                   | Tadej Pogačar      | UAE Team Emirates | + 3'05"   |
| 6                   | Carl Fredrik Hagen | Lotto Soudal      | + 4'59"   |
| 7                   | Rafał Majka        | BORA-hansgrohe    | + 5'42"   |
| 8                   | Nicolas Edet       | Cofidis           | + 5'49"   |
| 9                   | Dylan Teuns        | Bahrain-Merida    | + 6'07"   |
| 10                  | Wilco Kelderman    | Team Sunweb       | + 6'25"   |

1e etappe ·
2e etappe ·
3e etappe ·
4e etappe ·
5e etappe ·
6e etappe ·
7e etappe ·
8e etappe ·
9e etappe ·
10e etappe ·
11e etappe ·
12e etappe ·
13e etappe ·
14e etappe ·
15e etappe ·
16e etappe ·
17e etappe ·
18e etappe ·
19e etappe ·
20e etappe ·
21e etappe
Startlijst · Eindstanden · Afbeeldingen